# Nowe Miasteczko (gmina)
Nowe Miasteczko – to gmina miejsko-wiejska w województwie lubuskim, w powiecie nowosolskim. W latach 1975–1998 gmina położona była w województwie zielonogórskim.
Siedziba gminy to Nowe Miasteczko.
Według danych z 30 czerwca 2004 gminę zamieszkiwało 5487 osób.

## Struktura powierzchni
Według danych z roku 2002 gmina Nowe Miasteczko ma obszar 77,18 km², w tym:
- użytki rolne: 71%
- użytki leśne: 18%

Gmina stanowi 10,02% powierzchni powiatu.

## Demografia

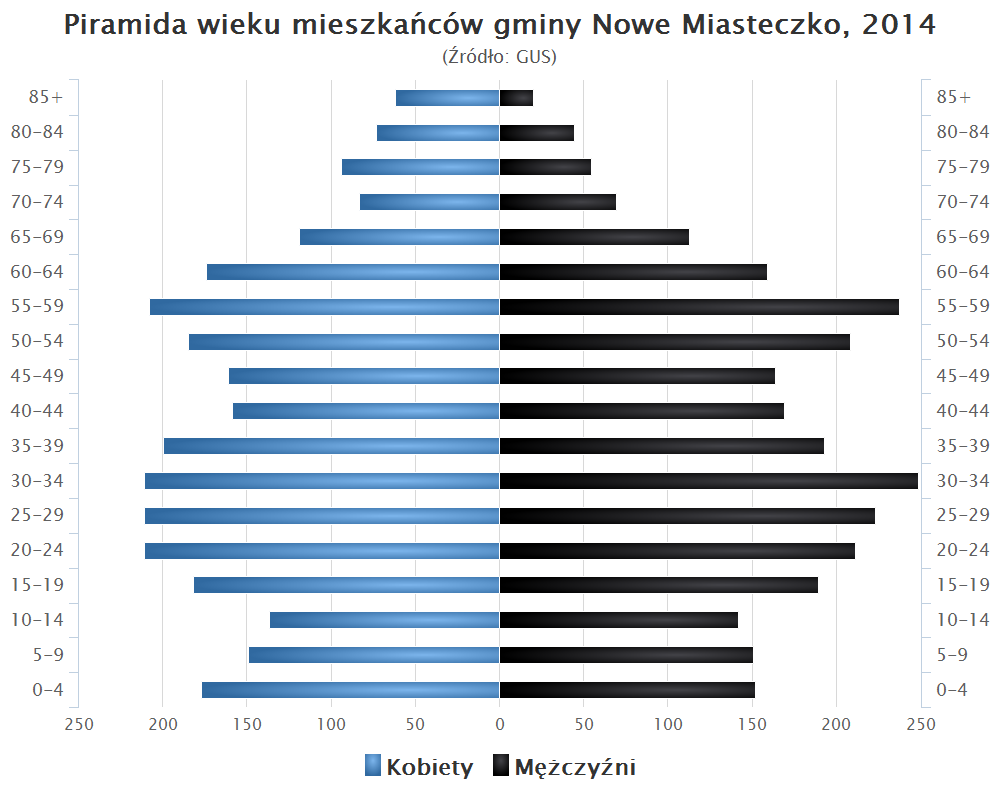
Piramida wieku mieszkańców gminy Nowe Miasteczko w 2014 roku

Dane z 30 czerwca 2004:
| Opis                              | Ogółem | Ogółem | Kobiety | Kobiety | Mężczyźni | Mężczyźni |
| --------------------------------- | ------ | ------ | ------- | ------- | --------- | --------- |
| jednostka                         | osób   | %      | osób    | %       | osób      | %         |
| populacja                         | 5487   | 100    | 2752    | 50,2    | 2735      | 49,8      |
| gęstość zaludnienia (mieszk./km²) | 71,1   | 71,1   | 35,7    | 35,7    | 35,4      | 35,4      |

## Sołectwa
Borów Polski, Borów Wielki, Gołaszyn, Konin, Miłaków, Nieciecz, Popęszyce, Rejów, Szyba, Żuków.

## Sąsiednie gminy
Bytom Odrzański, Kożuchów, Niegosławice, Nowa Sól, Szprotawa